# Adam Sandurski
Adam Sandurski, född den 8 februari 1953 i Zarzecze, Polen, är en polsk brottare som tog OS-brons i supertungviktsbrottning i fristilsklassen 1980 i Moskva. 